# Vali Mayer
Valentin „Vali“ Mayer (* 28. Februar 1936 in Zürich) ist ein Schweizer Jazzmusiker (Kontrabass, Banjo, Piano, Gesang).

## Karriere
Mayer, als Musiker Autodidakt, begann 1952 seine Laufbahn als Banjoist, zuerst in einer eigenen Gruppe im Internat der Kantonsschule Trogen. Dann gründete er gemeinsam mit Heinz Fritz und Michel Robert die Harlem Ramblers. 1956 wurde er von Albert Nicholas nach Paris engagiert, wo er mit einer ad hoc gebildeten Band bis zum Ende des Jahres tätig war. 1957 war er als Pianist tätig, bevor er als Bassist Mitglied des Haustrios des Jazzclubs Tabou wurde und zahlreiche amerikanische Gastmusiker begleitete.
Mit seinem Wechsel zum Bass verbunden war auch die Hinwendung zum Modern Jazz. 1960 war er mit The Latins erfolgreich in Italien und bekam eine eigene Fernsehshow; ihre Version von La Bamba wurde rund eine Million Mal verkauft. Ab 1980 war er der ständige Begleiter von Häns’che Weiss bis zu dessen Erkrankung im Juli 2016.
Mayer stellt seine über 60-jährige Bühnenerfahrung im Soloprogramm Bass so low dar.
Seit 2014 führt er mit den anderen langjährigen Mitstreitern von Häns’che die Band unter dem Namen Gypsy Dynasty mit Martin Weiss und Holzmanno Winterstein weiter. Seit 2017 ist Vali Mayer auch in einem Guitar-Special mit Bireli Lagrene unterwegs.
Der Schlagzeuger Jojo Mayer ist sein Sohn; seine Tochter die Schauspielerin und Sängerin Delia Mayer.

## Diskographische Hinweise
- The Latins La Bamba 1960 RCA Italiana
- Regala me esta noche
- Señor Juez
- Palo bonoto /Malaga
- Habibi Twist
- Carnevale di Rio
- La prima donna
- SELENE
- Cuando calienta el sol
- Juke box / Trompette d' occasion
- Caffé poco caffé
- Perez Prado: Patricia (Versione Italia RCA)
- Trio Odemira: Abril en Portugal Hong Kong 1966
- Bobby Michaels: Watch what happens
- Häns’che Weiss Ensemble: Erinnerungen (Eite Special)
- Häns’che Weiss: Vis à vis
- Häns’che Weiss: The Duo Live
- John Ward Trio: (MPS, 1979)
- Andreas Vollenweider: Book of roses
- Dodo Hug: Dr Tokter 2001 HUGINI Prod.
- Häns’che Weiss: Zugaben, 1985
- Haens’che Weiss: the Duo
- Haens’che Weiss: Just Play
- Haens’che Weiss: Just Play II

## Lexigraphische Einträge
- Bruno Spoerri (Hrsg.):  Biografisches Lexikon des Schweizer Jazz. CD-Beilage zu: Spoerri, Bruno (Hrsg.): Jazz in der Schweiz. Geschichte und Geschichten. Chronos, Zürich 2005, ISBN 3-0340-0739-6.